# .25 NAA

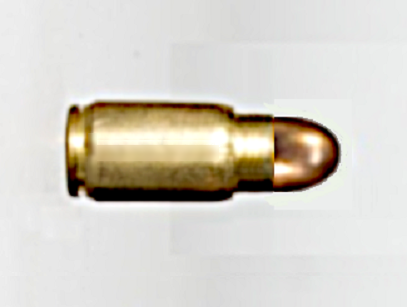
Formato básico de um cartucho .32 NAA.

O .25 NAA é um cartucho de fogo central metálico, projetado e desenvolvido pela North American Arms para um modelo de pistola "Guardian" menor e mais leve. O estojo é baseado no .32 ACP com um "pescoço" para aceitar o projétil de calibre .25 com o objetivo de melhorar o desempenho balístico em relação ao .25 ACP.

## Histórico e projeto
O cartucho .25 NAA foi originalmente concebido e prototipado pelo escritor J.B. Wood e chamado de 25/32 JBW. A North American Arms (NAA) e a Corbon Ammunition desenvolveram a combinação do cartucho e de pistola "NAA Guardian .25 NAA para produção com a consultoria de Ed Sanow. O cartucho finalizado e a pistola foram apresentados no SHOT Show de 2004.
O .25 NAA seguiu-se à introdução bem-sucedida de dois outros estojos com "pescoço" para redução de calibre: o .357 SIG em 1994 (que reduziu o estojo do .40 S&W para aceitar projéteis do calibre .355); e o .400 Cor-Bon em 1996 (que reduziu o estojo do .45 ACP para aceitar calibre .40).

## Performance
De acordo com o sítio da NAA, o projétil de 35 grains do NAA .25 trafega mais rápido (1200 ft/s, equivalente a 365,76 m/s) e atinge com 20% mais energia em média do que os projéteis calibre .32 ACP maiores.